# Larraia
Larraia és una localitat i un consell de Navarra pertanyent al municipi de la Zizur Zendea. Està situada a la Merindad de Pamplona, a la Cuenca de Pamplona i a 13 km de la capital de la comunitat, Pamplona. La seva població el 2014 va ser de 64 habitants (INE).

## Geografia física

### Situació
La localitat de Larraia està situada a la part més occidental de la Zizur Zendea, situada al seu torn en la part central de Navarra i al Sud-oest de la Cuenca de Pamplona. El seu terme comunal té una superfície de 9,1 km² i limita al nord amb el municipi de Etxauri, al sud amb el consell d'Undiano, a l'est amb el de Muru-Astráin i a l'oest amb Ubari.
|             | Nord: Echauri |                   |
| Oest: Ubani |               | Est: Muru-Astráin |
|             | Sud: Undiano  |                   |

## Toponímia
El significat de Larraia, terme d'origen basc, es tradueix per "era". Prové de la veu basca larrain, que significa "era".

## Història
Se sap que el 1094 ja hi havia aquí un monestir i les seves nombroses cases blasonades confirmen el notable influx històric que la localitat ha tingut en el conjunt de la Cendea. El 1603 la població, que acollia a 68 habitants, tenia deutes pendents amb la Col·legiata de Roncesvalls, una de les antigues propietàries de terres i heredats de la localitat.

## Demografia

### Evolució de la població
| Gràfica d'evolució demográfica de Larraia entre 2000 i 2010 |
|                                                             |

## Art, monuments i llocs d'interès

### Monuments civils
Encara avui es pot contemplar el palau de Cap d'Armeria que existia en la localitat. El més destacat del conjunt és la porta de mig punt i la majestuosa torre defensiva. El 1723 pertanyia a Francisco de Ezpeleta i Beaumont, també senyor d'Otazu..

### Monuments religiosos
El temple parroquial, de nau única dedicat a Sant Romà és romànic (principis del segle XIII) i és de les poques esglésies romàniques amb pòrtic lateral. Les festes patronals se celebren el primer cap de setmana de juny.

## Comunicacions
| Eskualdeko Hiri Garraioa/Transport Urbà Comarcal |   |
| Taxi Iruñerria                                   |   |
| Zona                                             | B |
| Estaciones                                       |   |